# 車圭憲
车圭宪（韩语：차규헌，1929年2月1日—2011年5月10日），韩国军人，政治家，大韩民国第31任交通部长。

## 生平
车圭宪出生于朝鲜日治时期京畿道振威郡松炭面，在日治时期的平泽郡度过幼年，随后迁至京城府成长。1949年，他毕业于韩国陆军士官学校第8期，并正式加入韩国陆军。在其军事生涯中，车圭宪曾担任驻越南的“鸽子部队”指挥官、陆军第7师师长和首都警备司令官等职务。1979年，他以首都军司令官的身份参与了全斗焕、卢泰愚等新军部领导的12·12军事政变，次年又参与了对1980年光州民主化运动的镇压行动。
在随后数年中，车圭宪先后担任韩国陆军士官学校校长、陆军参谋次长和第二野战军司令官，最终于1983年以陆军上将军衔退役。退役后，他于1986年出任韩国交通部长，并在民主正义党中担任顾问和党务委员等职务。
1996年，因涉嫌参与双十二政变及5·17政变被起诉。1997年4月17日，韩国最高法院判决其有罪，并判处三年六个月的有期徒刑。同年12月获得特赦。
2011年5月10日，车圭宪因肺炎去世，享年82岁。